# L'angelo caduto
L'angelo caduto è un singolo del rapper italiano Salmo, pubblicato il 1º gennaio 2022 come secondo estratto dal sesto album in studio Flop. Il brano vede la collaborazione della cantante italiana Shari.

## Classifiche

### Classifiche settimanali
| Classifica (2022) | Posizione massima |
| ----------------- | ----------------- |
| Italia            | 25                |